# 1931 في السويد
فيما يلي قوائم الأحداث التي وقعت خلال عام 1931 في السويد.

## سياسة

### انتهاء فترة المنصب
- 1 يناير – لارس أولف ناثان سود بريلوم Archbishop of Uppsala [الإنجليزية]‏.

## مواليد

### يناير
- 24 يناير – لارس هورماندر

### مارس
- 29 مارس – أرن سيلموسون لاعب ومدرب كرة قدم سويدي.

### أبريل
- 15 أبريل – توماس ترانسترومر

### يونيو
- 12 يونيو – فريدريك أولسون ممثل سويدي.
- 28 يونيو – هانس ألفردسون

### سبتمبر
- 29 سبتمبر – أنيتا ايكبرج

### ديسمبر
- 31 ديسمبر – توم رولف مونتير سويدي.

### يناير
- 15 يناير – أريك ليونارد إكمان (مواليد 1883) عالم نبات سويدي.

### مارس
- 16 مارس – ألفريد سوان (مواليد 1879) لاعب رماية سويدي.

### أبريل
- 8 أبريل – إريك أكسل كارلفلت (مواليد 1864) شاعر سويدي.

### يونيو
- 17 يونيو – انطون نيستروم (مواليد 1842)

### يوليو
- 12 يوليو – لارس أولف ناثان سود بريلوم (مواليد 1866)
- 25 يوليو – بير أكسل رايدبرغ (مواليد 1860) عالم نبات أمريكي.

### نوفمبر
- 12 نوفمبر – إستر كلايسون (مواليد 1884) مهندسة معمارية سويدية.